# Annabelle 3
Annabelle 3 (eng. Annabelle Comes Home) američki horor film iz 2019. godine redatelja Gary Dauberman. Film je nastavak na Annabelle iz 2014. i Annabelle: Početak iz 2017., te je kao sedmi dio franšize Prizivanje univerzum. U filmu glume Mckenna Grace, Madison Iseman i Katie Sarife, zajedno s Verom Farmiga i Patrickom Wilsonom, koji repriziraju svoje uloge Lorraine i Eda Warrena.
Početkom travnja 2018. Warner Bros. Pictures najavio je da će 3. srpnja 2019. biti objavljen tadašnji film bez naslova u franšizi Prizivanje univerzum. Kasnije tog mjeseca objavljeno je da će film biti još jedan nastavak u seriji Annabelle, s Dauberman se prijavio za pisanje i režiranje filma u svom redateljskom debiju, temeljenom na priči koju su napisali Dauberman i Wan. Glavno snimanje započelo je sredinom listopada, a službeno je završeno u prosincu 2018. u Los Angelesu.
Annabelle 3 objavljen je u kinu u Sjedinjenim Državama 26. lipnja 2019. u izdanju Warner Bros. Pictures i New Line Cinema. Zaradio je više od 231 milijuna dolara diljem svijeta i dobio mješovite kritike kritičara, koji su ga smatrali manje zastrašujućim od svojih prethodnika.

## Radnja filma
Demonolozi Ed i Lorraine Warren oduzimaju lutku Annabelle medicinskim sestrama Debbie i Camilli, koje su tvrdile da je lutka često izvodila nasilne radnje u njihovom stanu. Tijekom vožnje natrag kući, lutka doziva duhove da napadnu Eda, ali on za dlaku preživljava. Annabelle je zaključana u svetom staklenom ormariću u sobi za par koji je blagoslovio otac Gordon kako bi osigurao da se zlo obuzda.
Nešto kasnije, Warrenovi dočekuju Mary Ellen, koja će biti zadužena za čuvanje njihove kćeri, Judy, u kući dok putuju preko noći kako bi istražili još jedan slučaj. U školi Judy primijeti duh svećenika koji je počinje slijediti. Prijateljica Mary Ellen, Daniela, stiže nepozvana u dom Warrenovih, koja je potajno znatiželjna razgovarati s mrtvima. Ušunja se u sobu s artefaktima i počinje pregledavati svaki predmet, na kraju pokušavajući kontaktirati svog pokojnog oca. Ona naglo ostavlja Annabelleinu staklenu vitrinu otključanu, a užas počinje nedugo zatim s oslobađanjem duha Annabelle "Bee" Mullins. Te noći Annabelle počinje oslobađati druge duhove, poput Ferrymana, Nevjeste, društvenu igru Feeley Meeley i Black Shuck.
Zaljubljeni Mary Ellen, Bob Palmeri, izlazi izvan kuće i pravi joj serenade, no kasnije ga napada Black Shuck i skriva se u dvorištu Warrensa. Mary Ellen muči Ferryman, dok se Judy suoči s Annabelle u svojoj spavaćoj sobi. Daniela je otišla ranije, ali se ušuljala natrag u kuću kako bi vratila ključeve sobe s artefaktima. Zaključava se u prostoriji i muči ga raznim predmetima, poput klavira i starog televizora koji može predvidjeti blisku budućnost. Pronalazi Žalosnu narukvicu i vidi oca iskrivljenog u zlonamjernom duhu. Krvava i vrišteća Daniela pojavljuje se na televizijskom ekranu nakon što se javila na prokleti telefon. Prava Daniela kasnije nesvjesno poseže za telefonom, ali ju na vrijeme prekidaju Judy i Mary Ellen.
Judy objašnjava da moraju ponovno zaključati Annabelle u njezin slučaj kako bi se ostali duhovi odmorili. Bob štiti Judy od Black Shucka dok ona uzima inhalator za astmu Mary Ellen, dok je Daniela napadnuta i opsjednuta od nevjeste. Na kraju, Mary Ellen i Judy pronalaze lutku kad ih svećenički duh, djelujući kao Judyn čuvar, vodi do Ferrymana. Uspijevaju dohvatiti ključ staklene vitrine nakon što su ih demonske ruke napale iz društvene igre Feeley Meeley i opsjednuta Daniela, ali se trude osigurati kućište jer ih demon lutke fizički napada. Daniela se oporavi kad Judy pusti Edov snimljeni snimak nevjestinog egzorcizma i pomogne vratiti lutku u torbicu. Nakon što je kućište zaključano, smetnje prestaju jer se duhovi vraćaju u san, a Bob se ponovno okuplja s trojcem.
Ed i Lorraine vraćaju se sljedećeg jutra, a djevojke im prilaze kako bi ispričale noć bogatu događajima. Kasnije se mnogi prijatelji okupljaju kako bi proslavili Judyin rođendan. Daniela se ispričava Lorraine, koja joj šalje utješnu poruku od oca. 

## Glumci i uloge
- Mckenna Grace - Judy Warren
- Madison Iseman - Mary Ellen
- Katie Sarife - Daniela Rios
- Vera Farmiga - Lorraine Warren
- Patrick Wilson - Ed Warren
- Michael Cimino - Bob Palmeri
- Samara Lee - Annabelle "Bee" Mullins
- Steve Coulter - Otac Gordon
- Paul Dean - Mr. Palmeri
- Luca Luhan - Anthony Rios
- Anthony Wemyss - Mr. Rios
- Alison White - Mrs. Faley
- Stephen Blackehart - Thomas
- Sade Katarina - Camilla
- Kenzie Caplan - Debbie
- Gary-7 - Mrtvi Otac Michael Morrisey / duh svećenika
- Natalia Safran - Mladenka
- Douglas Tait - the Black Shuck
- Alexander Ward - Annabellein demon / the ram